# Fala (valle de Jálama)

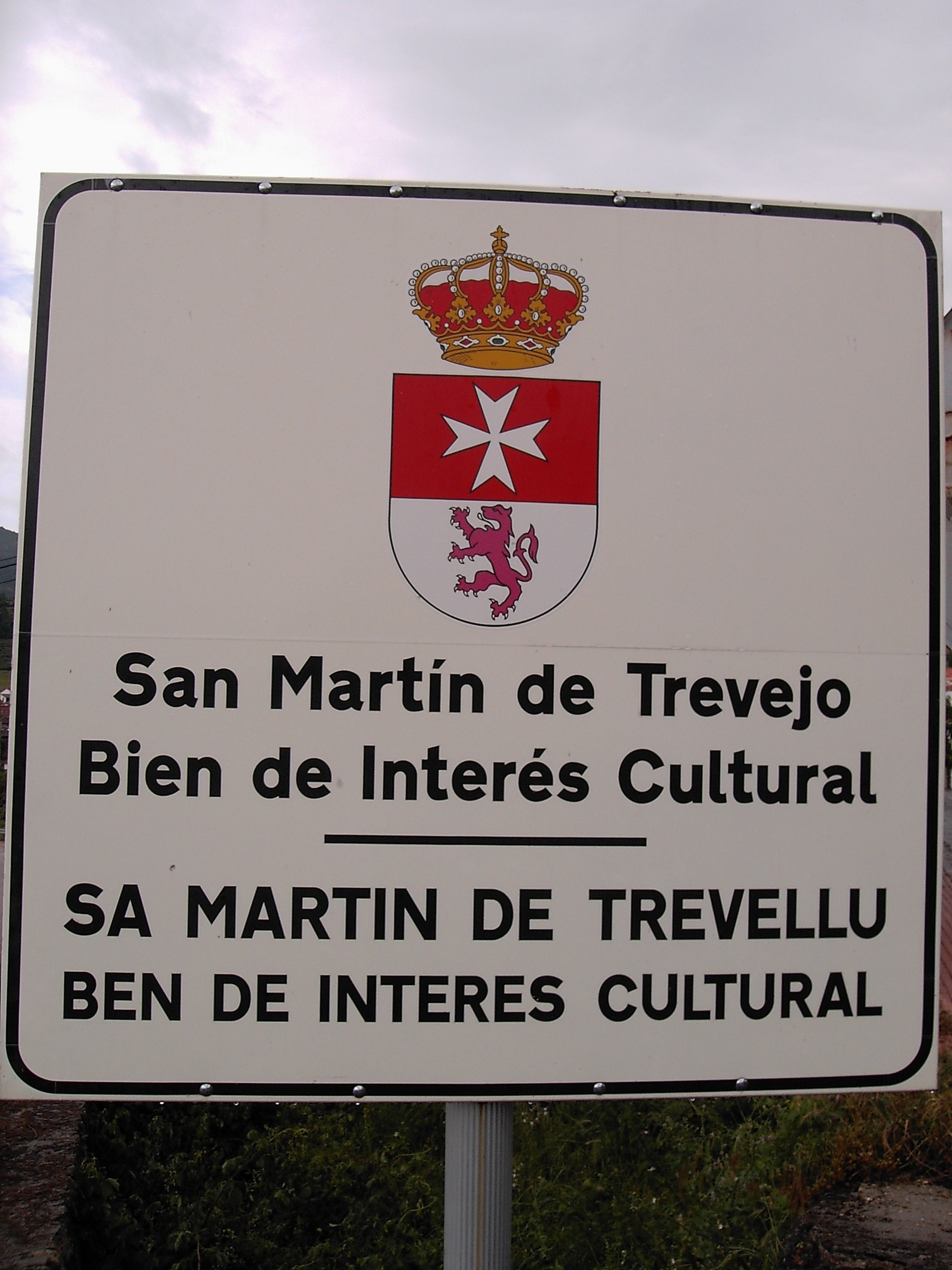
Cartel indicador escrito en castellano y fala

La fala, también llamada xalimego (xalimegu); es una lengua romance del subgrupo galaico-portugués, con aportaciones del diasistema asturleonés, hablada en los municipios de San Martín de Trevejo, Eljas y Valverde del Fresno, todos ellos en el Valle de Jálama, al noroeste de la provincia española de Cáceres, junto a la frontera portuguesa y el límite provincial de Salamanca.
Es nombrada de diversas formas: fala de xálima, xalimés, xalimegu, mañegu, a fala d'acá, a nosa fala y chapurráu (en Valverde) o, por los partidarios de la teoría sobre la relación entre la fala y el idioma gallego, gallego de Extremadura o galaico-extremeño. Nótese que es limítrofe con el altoextremeño circundante, incluyendo el habla de El Rebollar en Salamanca, a menudo considerada leonés.
En cada pueblo se dan particularidades (por lo que resultaría más correcta la denominación genérica de as falas), si bien son lo suficientemente inteligibles entre sí y respecto al gallego o el portugués. Estas variantes suelen denominarse lagarteiru (Eljas), manhegu/mañegu (San Martín de Trevejo) y valverdeiru (Valverde del Fresno), véase el mapa en la sección Orígenes. 
Contando a todos los habitantes de los tres pueblos se estiman unos 6000 hablantes, aunque otras fuentes elevan la cifra hasta los 10 000, por los nativos que trabajan fuera de la localidad pero muchos de los cuales vuelven al valle en verano.

## Hipótesis y noticias filológicas
Una de las primeras referencias escritas acerca de "A fala" se halla en el Diccionario de Madoz (1844):
El diccionario de Madoz recoge dos valoraciones de esta habla muy interesantes. Así, acerca del mañego, en 1848, escribe:

Sus hab. usan un dialecto ininteligible, formado de palabras castellanas y portuguesas, todas adulteradas.

En la voz Eljas del mismo diccionario se lee:

Los hab. (de Eljas) usan un dialecto particular, como los de Valverde y San Martín, que consiste en una mezcla de portugués, castellano antiguo y expresiones que ellos sólo comprenden

Federico de Onís visitó la zona durante el año 1909 cuando buscaba materiales para completar sus estudios sobre los fueros leoneses. Los resultados de su investigación los publicó en 1930 y respecto a estos hablares opinó que:

San Martín, Eljas y Valverde ofrecen la particularidad notable de hablar un dialecto fundamentalmente portugués [...] a pesar de esa diferencia tan profunda [entre el mañego y el leonés oriental], hay rasgos comunes entre los pueblos que hablan portugués y los que hablan leonés

No pasan desapercibidos ciertos rasgos comunes con el altoextremeño hablado en zonas circundantes debido a la influencia de éste, como el cierre de las vocales postónicas -e y -o en -i y -u respectivamente excepto en interjecciones y vocativos (excepción compartida con las hablas altoextremeñas), la conversión de la r final en l, la neutralización de l y r trabantes de sílaba (en decadencia, pero claramente manifiesta y sistemática en las encuestas del ALPI para Eljas/as Ellas en los años 30) o la conversión de la z sonora medieval en un sonido de d interdental en las variantes lagarteira y mañega, rasgo que se conserva en esos dos pueblos con más vitalidad y sistematicidad que en las hablas altoextremeñas serragatinas circundantes.
La opinión de los lingüistas es variada: muchos de ellos postulan que la fala es bien un habla de transición entre el portugués y el asturleonés o bien un dialecto galaico-portugués con claras influencias del asturleonés. Estas dos posturas tienden a ser las más aceptadas (respaldadas por ser de origen portugués o gallego-portugués la mayor parte del vocabulario), pero en cualquier caso existen posiciones variadas:
- Para Fritz Krüger (1925), la fala sería portugués dialectal, opinión compartida por Oskar Fink (1929) y José Leite de Vasconcelos. Este último autor, da a conocer Viudas Camarasa en 1982, "sugiere que la primera lengua que se habló en esa comarca fue la portuguesa, habiéndose impuesto a ésta la lengua regional (el leonés occidental) por causas políticas". Agudas son sus observaciones sobre la situación sociolingüistica del sanmartiniego: "É óbvio que os habitantes das três povoações falam espanhol concomitantemente com o sanmartinhego, e o mesmo. Este usam-no entre si; quando tratam com pessoas de qualidade, ou com forasteiros, servem-se do espanhol, e o mesmo fazem quando rezam, e geralmente quando cantam" (Apud Viudas Camarasa, pág. 70.).

- Lindley Cintra (A linguagem dos Foros de Castelo Rodrigo, ..., 1959 y posteriormente en 1974) y Xosé Henrique Costas (Breve caracterización das falas (fundamentalmente galegas) do Val do Rio das Ellas, Cadernos da Lingua 6, 1992) afirman que se trata de un gallego arcaico con leonesismos.

- Alonso Zamora Vicente (1967) y Rafael Lapesa (1980) en sus "respectivos manuales, tal vez siguiendo a Federico de Onís y a Leite de Vasconcelos, incluyen el habla mañega dentro del portugués" (Viudas Camarasa, 1982, pág. 70).

- Clarinda de Azevedo en Os falares fronteiriços (1977) postula que la fala es bien un habla de transición entre el portugués y el asturleonés o bien un dialecto galaico-portugués con claras influencias del asturleonés.

- Antonio Viudas Camarasa (1982) en "Un habla de transición: el dialecto de San Martín de Trevejo" Lletres, Asturianes, 4, págs. 54 y siguientes postula que "...es un dialecto de transición que se caracteriza por tener rasgos comunes con el gallego-portugués y con el antiguo astur-leonés, y especialmente con el occidental" y al mismo tiempo afirma que tiene "una personalidad lingüística propia" y fundamenta su argumentación con el inventario y análisis de a) rasgos propios e individualizadores, b) rasgos comunes con el gallego-portugués y c) rasgos comunes con el asturiano-leonés occidental, d) rasgos comunes al asturiano-leonés occidental y al gallego-portugués y e) castellanismos (pág. 71).

- José Luis Martín Galindo (1993), aunque partidario de la teoría portuguesa o galaico-portuguesa, ha sugerido que podría tratarse de un habla autóctona de sustrato celta, argumentando para ello que numerosas palabras, así como algunos los principales topónimos, son originarios de dicha lengua (así, Eljas/Elhas procedería de Herlias, mientras que Jálama/Xálima de Salamati). En Universo Extremeño 1 (2006), pp. 44, considera que se trata de "una variante del portugués arcaico del área de la Riba-Côa [...], un falar fronteirizu [...]. [...] una forma de hablar portugués en Extremadura, igual que hay diversas formas de hablar el español [...]".

- José Enrique Gargallo Gil habla de gallego-portugués fronterizo y arcaizante.

- Juan Manuel Carrasco González (1996) cree que se trataría de la tercera variedad del galaico-portugués, de cuyo tronco común evolucionarían el gallego, el portugués y la fala al tomar caminos distintos.

- En el año 1999 se celebró en San Martín de Trevejo el primer congreso sobre la fala, en el cual hubo una disparidad de criterios relativos al origen de esta peculiar habla, ya que se debate sobre sus raíces galaico-portuguesas, astur-leonesas o incluso mozárabes.

Además, existe otra lengua conocida como fala en La Alamedilla (Salamanca), pueblo también fronterizo con Portugal, que al parecer guarda una gran semejanza respecto al habla del Valle de Jálama.
Según algunos filólogos, existiría una fuerte relación entre estas dos falas y el habla portuguesa de Concelho do Sabugal.

### Encuestas sociolingüísticas

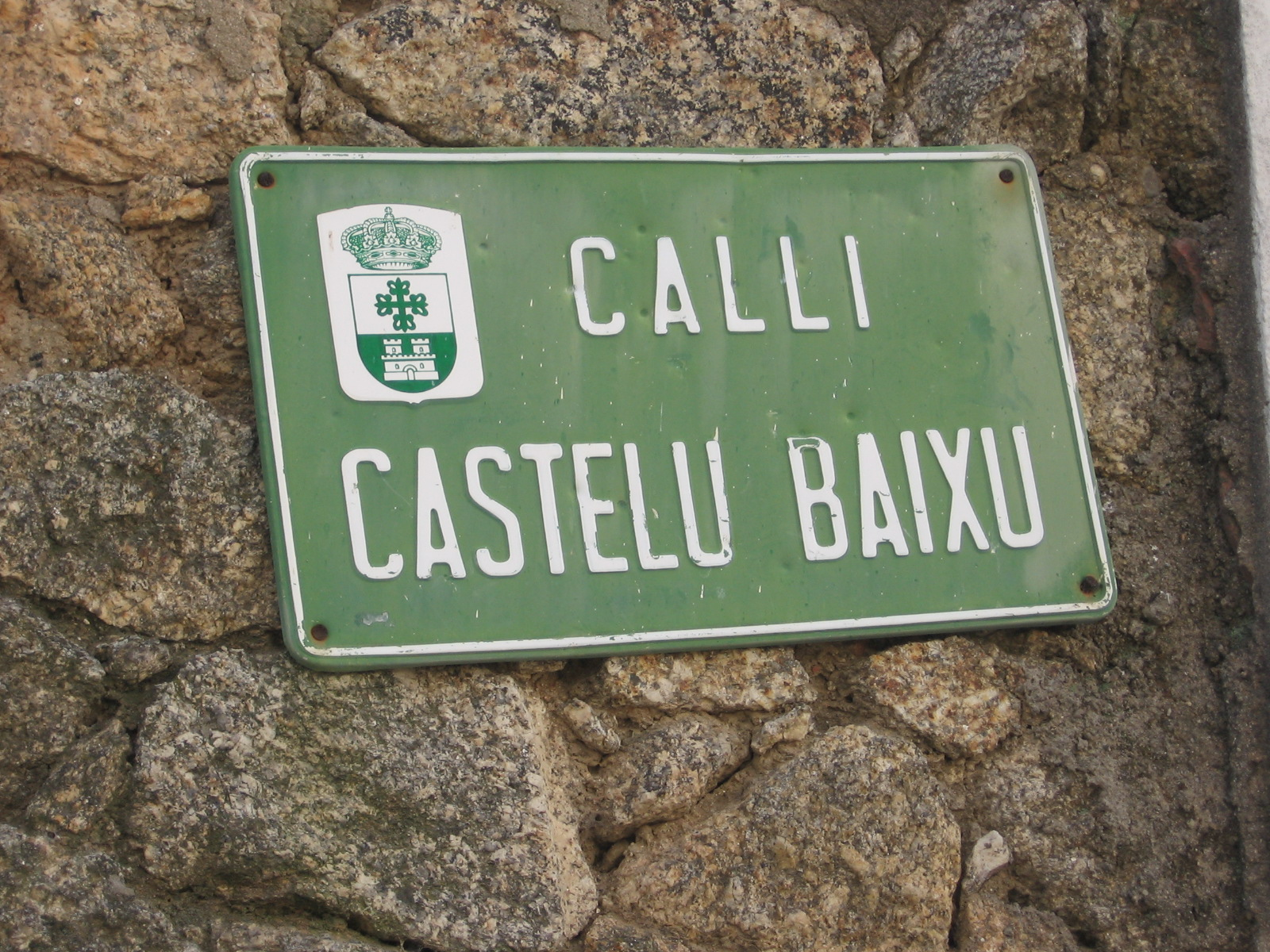
Placa en lagarteiru, en la localidad de Eljas.

En 1992, una encuesta hecha por José Enrique Gargallo Gil (profesor de la Universidad de Barcelona) a escolares ofreció los siguientes datos respecto al uso del español en la conversación familiar:
- 4 de los 29 encuestados de San Martín emplean el español al hablar con su familia (13,8 %)
- en Eljas la cifra desciende a tan solo 3 sobre 54 encuestados (5,6 %)
- en Valverde, 25 de 125 encuestados emplea el español en este contexto (20 %)

En septiembre/diciembre de 1993 se publicó una encuesta en el número 30 de la Revista Alcántara, realizada por José Luis Martín Galindo, que mostraba los siguientes porcentajes de autoidentificación en San Martín de Trevejo:
- Dialecto del español: 13 %
- Dialecto del portugués: 20 %
- Lengua autónoma: 67 %

Debe reseñarse que en dicha la encuesta participaron solo veinte personas (sobre 960 vecinos), no existiendo la alternativa de contestar gallego o variedad del gallego. Se sostiene que la ausencia de esta opción era lógica, pues las teorías acerca de la posible relación de la fala con el gallego apenas eran conocidas.
En 1994, un nuevo estudio pone de manifiesto que el 80 % de los encuestados aprendió a hablar español en el colegio, siendo el porcentaje de uso de la fala en el entorno familiar como sigue:
- 100 % de los padres de Eljas afirman hablar la lengua autóctona al conversar con sus hijos
- 85 % en San Martín
- 73 % en Valverde

## Historia

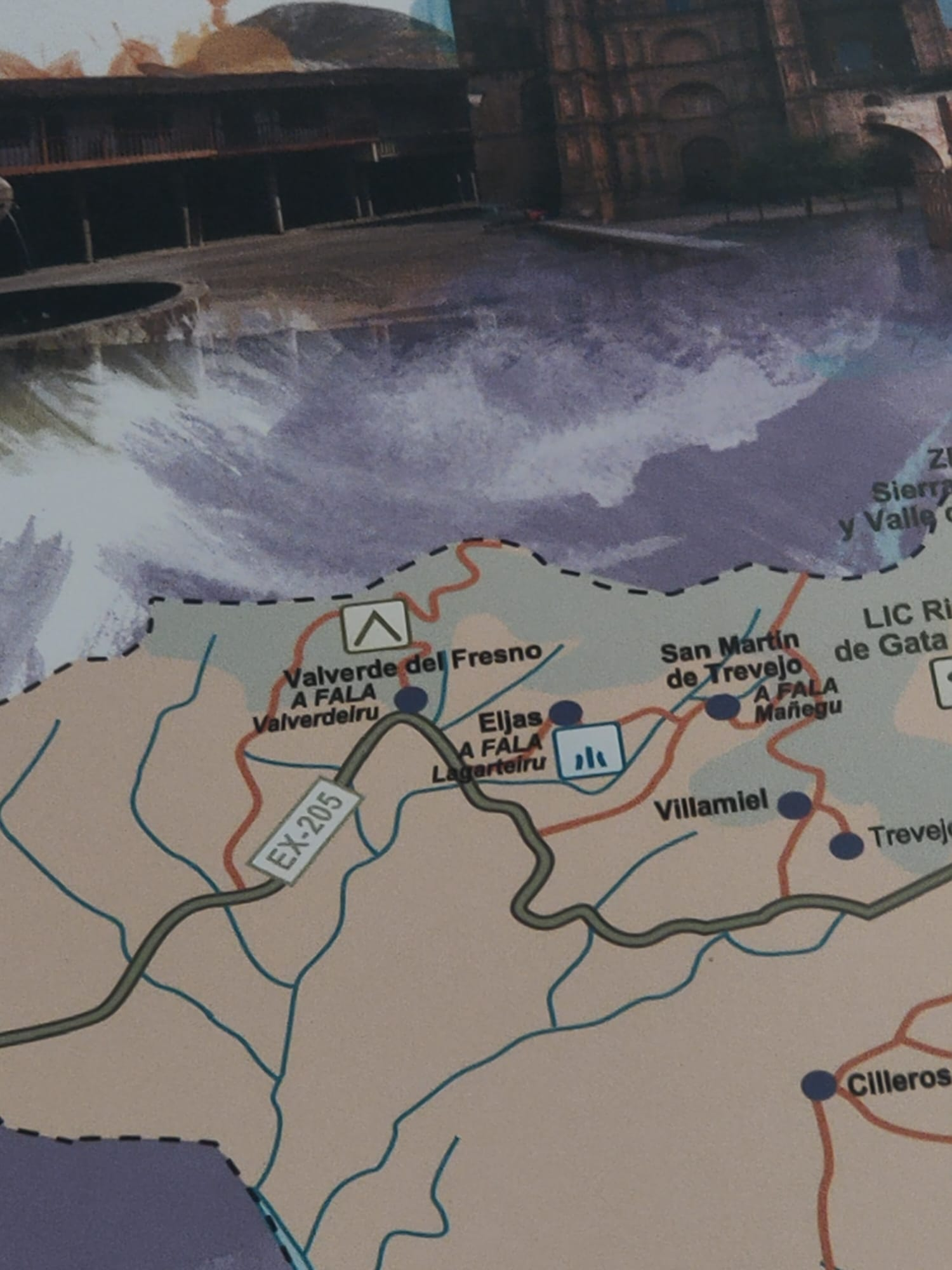
Mapa del Valle del Jálama (Val de Xálima), en el que se puede ver la denominación dada al Jalamego/Xalimegu en cada uno de los tres pueblos del valle.

### Orígenes
En la Edad Media se encuentran variantes mixtas portugués-leonesas a lo largo de la frontera entre León y Portugal, representadas en textos como el Foro de Castelo Rodrigo (Fuero de Castel-Rodrigo, siglo XIII); y aunque no existe documentación relativa a la colonización y repoblación en esta zona en el siglo XIII, se maneja la hipótesis de súbditos gallegos enviados a defender las fronteras bajo dominación musulmana como castigo impuesto por el rey leonés, o bien a la entrega de territorios a diversas órdenes militares por parte de Fernando II y Alfonso IX.
Por lo general, los filólogos partidarios de la teoría gallega se basan en la conjetura de que el valle era una región aislada, en la que se establecieron núcleos de repoblación de Galicia. Según esta teoría, esta zona estaba casi despoblada, la poca población que había era campesina, cristiana y musulmana, por lo tanto no era una población homogénea, y cuando llegaron los gallegos a repoblar esta zona vieron que ellos eran el grupo homogéneo con mayor número de población, y por ello los colonizadores gallegos mantuvieron casi pura su forma de hablar al no existir influencias externas (de Portugal); las personas que llegaron en la segunda oleada de repoblación también era un número menor, por lo que tuvieron que adaptarse también al habla de esta zona, ya que era más fácil adaptarse al habla del grupo mayoritario.
Esta tesis suele ser refutada al contrastarla con otros datos históricos:
- Se considera que antes de la repoblación gallego-leonesa, este enclave ya estaba habitado por portugueses, e incluso tras la colonización se mantuvo con el reino vecino una estrecha relación (comercial y matrimonial, hecho que queda patente al haberse castellanizado muchos apellidos hace apenas dos siglos)
- Desde el siglo XII y hasta el XVII, tanto Portugal como León y Castilla ambicionaban el territorio dado la importancia de su carácter fronterizo, que cambiaría de monarca de tanto en tanto, por lo que los lugareños juraban fidelidad al rey luso o a los reyes castellanos o leoneses.
- Por otra parte, resulta contradictorio que las órdenes a las que se cedieron las tierras (Orden de Alcántara y Orden de Hospital de San Juan de Jerusalén), siendo rivales entre sí, repoblasen la región con lugareños de un mismo origen.
- Otro factor destacable para desmentir la "teoría del aislamiento" es el considerable número de habitantes, superior a otras ciudades importantes de la región en la época: a mediados del siglo XVI contaban con casi 3000 habitantes frente a Coria, con apenas 2400, siendo el enclave más poblado de toda la Sierra de Gata.

### Historia reciente

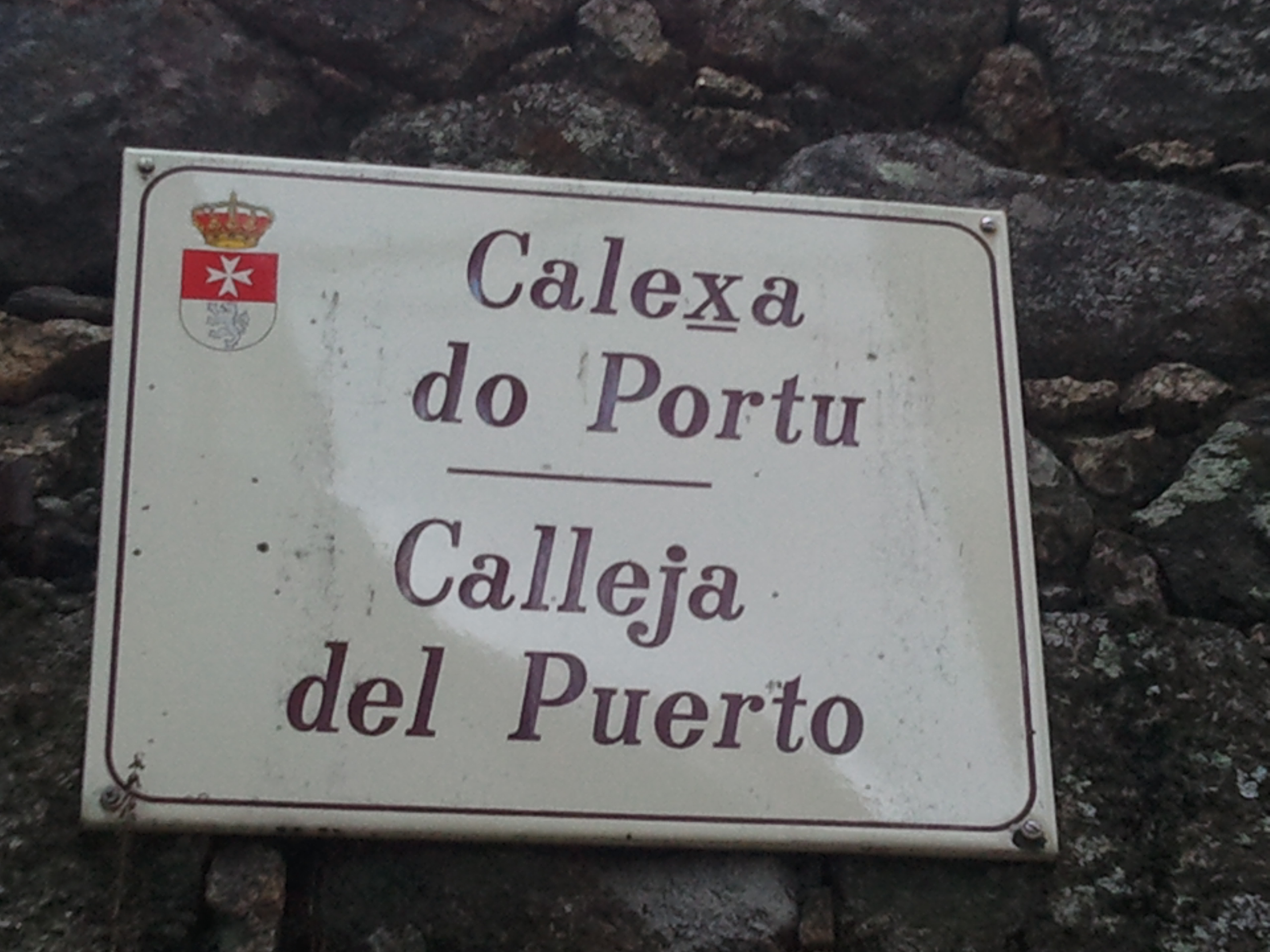
Señal bilingüe fala-español en San Martín de Trevejo

El 3 de agosto de 1992 se fundó la asociación Fala i Cultura, entre cuyos propósitos se encuentra la elaboración de una gramática común (con base gallega), así como la conmemoración de u día da nosa fala ("día de nuestra habla") celebrado una vez al año desde 1992 en Eljas, 1993 en Valverde y 1994 en San Martín.
No sería hasta seis años después, en 1998, cuando llegará a publicarse la primera obra literaria en a fala, Seis sainetes valverdeiros, escrita por Isabel López Lajas, y editada en 1998 por Edicións Positivas de Santiago de Compostela. Fue en esa fecha cuando el Gabinete de Iniciativas Transfronterizas comenzó a preocuparse seriamente por a fala y a fomentar su estudio, publicando en 1999 una decena de tratados científicos; y celebrando en el mes de mayo un Congreso sobre "a fala".
Habrían de transcurrir varios años más hasta que el 14 de junio de 2000, la Consejería de Cultura de la Junta de Extremadura reconociese el habla del Valle de Jálama como Bien de Interés Cultural, a fin de protegerlo y conservarlo; siendo, en 2001, declarado por la Junta de Extremadura como Bien de Interés Cultural, según decreto 45/2001, de 20 de marzo. Fue publicado en el DOE el 27 de marzo de 2001 y desde ese día tiene vigencia.
En la actualidad, si bien los habitantes del Valle de Jálama pueden hablar castellano (siendo ésta la lengua de uso común en los colegios y entornos administrativos), y presumiendo a menudo de hacerlo de forma más "correcta" que sus vecinos cacereños o salmantinos, la gran mayoría son bilingües, dado que en el ámbito casero, así como también en diversas actividades extraescolares, sigue empleándose la lengua local.
Sin embargo, es tal el empuje y auge de la lengua castellana en los últimos años (constatado por la pérdida de numerosos localismos, reemplazados por la versión castellanizada), que algunos filólogos consideran que esta lengua podría evolucionar hasta convertirse en una suerte de dialecto castellano-extremeño plagado de abundantes términos gallegos y/o portugueses.[cita requerida]
Debido a la despoblación que sufren los pueblos de esta zona, este habla se está perdiendo poco a poco, ya que gran parte de la población esta emigrando a las ciudades a trabajar y a estudiar y mucha población anciana está falleciendo y se lleva consigo mucho vocabulario. 
En 2021, Miroslav Valeš, lingüista checo, publicó el primer diccionario de A Fala que contiene más de 13.000 entradas, con una definición e información sobre su uso.

## Fonología

### Consonantes
|                     | Bilabiales | Labiodentales | Dentales | Alveolares | Postalveolares | Palatales | Velares |
| ------------------- | ---------- | ------------- | -------- | ---------- | -------------- | --------- | ------- |
| Nasales             | m          |               |          | n          |                | ɲ         | ŋ       |
| Oclusivas           | p b        |               | t d      |            |                |           | k g     |
| Africadas           |            |               |          |            | t͡ʃ             |           |         |
| Fricativas          | (β)        | f v           | (ð)      | s z        | ʃ ʒ            |           | (ɣ)     |
| Vibrantes múltiples |            |               |          | r          |                |           |         |
| Vibrantes simples   |            |               |          | ɾ          |                |           |         |
| Aproximantes        |            |               |          |            |                | j         | w       |
| Laterales           |            |               |          | l          |                | ʎ         |         |

### Vocales
|              | Anteriores | Posteriores |
| ------------ | ---------- | ----------- |
| Cerradas     | i          | u           |
| Semicerradas | e          | o           |
| Abiertas     | a          | a           |

## Polémica política
Basándose en el estudio de algunos lingüistas que postulan que la fala es un dialecto del gallego, en los últimos años ha surgido una polémica por parte de ciertos sectores gallegos, siendo esta sobre todo de carácter político. Dicha postura ha recibido fuertes críticas por parte de la Junta de Extremadura, que rechaza oficialmente el deseo de algunas instituciones gallegas por implantar medidas lingüísticas respecto a esta lengua extremeña.
También ha sido criticada la intención (y puesta en práctica) de los ayuntamientos locales por desvincular toda relación posible de la lengua portuguesa con la fala, reemplazando por la ortografía gallega algunas palabras hasta desvirtuar su pronunciación original (ej.: emplear la "x" para representar la "j" prepalatal fricativa sonora (Ajuntamentu-Axuntamentu), como en el portugués).[cita requerida]
La postura galleguizante es respaldada por algunos hablantes de fala, como Domingo Frades Gaspar, poeta en la fala y presidente de Fala i cultura (entidad que busca la normalización de la fala usando la normativa gallega) y miembro correspondiente de la Real Academia Gallega.
Por el otro lado, los defensores de la no relación de la fala con el idioma gallego afirman que la mayor parte de las características de esta pueden entenderse como una conjunción de los citados dominios lingüísticos, sin necesidad de acudir a hipótesis galleguizantes.